# Spennymoor
Spennymoor – miasto i civil parish w Wielkiej Brytanii, w Anglii, w regionie North East England, w hrabstwie Durham. W 2011 roku civil parish liczyła 19 816 mieszkańców.